# 蒂普苏丹清真寺
蒂普苏丹清真寺（Tipu Sultan Shahi Mosque）是印度加尔各答的一座著名清真寺。该寺坐落在市中心，是一座建于19世纪的历史建筑。
该寺由迈索尔王国蒂普苏丹的第11个儿子Ghulam Mohammed王子建于1832-1842年，用以纪念他的父王。1980年代，该寺由于修建地铁而受到损害，此后得到修复。

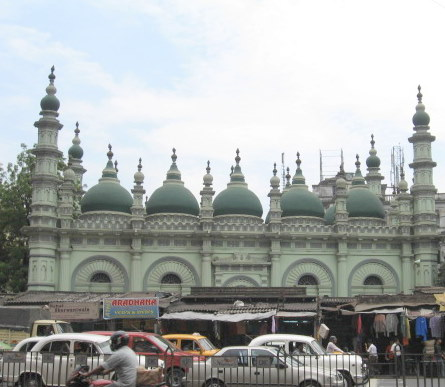
Tipu Sultan Mosque